# Abdelkrim Bendjemil
Abdelkrim Bendjemil, né le 5 décembre 1959 à Oran, est un ancien handballeur algérien. Il est considéré comme l'un des meilleurs handballeurs de l'histoire d'Algérie. Il compte plus de 150 sélections en Équipe d'Algérie avec le brassard de capitaine durant quatre années, des titres, des coupes, des accessions, et des distinctions de toutes sortes. Il a été le porte-drapeau de l'Algérie aux Jeux olympiques d'été de 1984 à Los Angeles.

## Biographie
Abdelkrim Bendjemil a failli devenir judoka en 1967 ,  puis footballeur. La première discipline, il l’a pratiquée durant cinq ans chez maître Lacombe, «la» référence à l’époque. Et puis, comme tous les enfants, il a été attiré par le football et a même effectué des essais au sein du club de l’EGA, l’Electra. Sa taille l’aurait prédestiné à un poste de stoppeur, libero ou avant-centre. Il se trouve que l’entraîneur des jeunes de l’Electra, Berras Lahouari, n’était pas du même avis. Déçu, il se penche vers le handball. Or, le stade des Castors et en 1972 au   CEM (Collège) Benzerdjeb étaient justement les viviers de la petite balle. Mais Abdelkrim a dû subir un second test pour être retenu par l'entraineur Tilmatine, séduit par son gabarit. Après quelques séances seulement, sa progression était évidente, ce qui le propulsa d’ailleurs au rang de capitaine de l’équipe minime du CEM Benzerdjeb et qui enlèvera avec lui le championnat national minimes.
En cadets, c’est au sein du CRFO/SNS Oran qu’on retrouvera la future ossature du club, avec en plus de Bendjemil, Mustapha Doballah, Djamel Harrat, Hadj Boulil, Habbiche, Ghezzar, Aourak, Guendouz et Messaï, sous la férule de l'entraîneur Mokrani. En cadets, ce sera Malek, puis Djillali Mekki, tous d’excellents techniciens à qui la discipline doit énormément. Les titres régionaux et «civil» et en scolaires ne se comptant plus pour cette équipe qui passera sous la bannière du MC Oran à l'époque appelé MP Oran, lors de la réforme sportive de 1977.
La suite du parcours senior est ponctuée de titres nationaux et continentaux, tant avec le MC Oran qu’avec l’équipe nationale, dont Bendjemil sera l’un des piliers durant de nombreuses années, avec la distinction de capitaine pendant quatre saisons. Bendjemil a sillonné de nombreux pays d’Afrique, d’Europe, d’Asie et même le continent américain, en faisant preuve d’une constance remarquable qui lui permet de rester au top niveau bien plus longtemps que ses coéquipiers.
Après les années passées comme athlète de performance au MC Oran, il part à l’étranger au Qatar au Al-Sadd SC puis en France, où il va jouer avec Montpellier Handball avec lequel il devient championnat de France de Division 2 en 1992, au Sporting Toulouse 31 et à CS Marseille PH jusqu'à l'âge de 39 ans.

## Palmarès

### Personnel
- Porte-drapeau de la l'Algérie aux Jeux olympiques d'été de 1984
- Élu meilleur handballeur africain en 1987
- Élu meilleur handballeur arabe en 1987
- Élu meilleur joueur de la Coupe d'Afrique des vainqueurs de coupe 1987 en Égypte

### avec les Clubs
Compétitions nationales
- Vainqueur du Championnat d'Algérie en 1983 avec le MC Oran
- Vainqueur de la Coupe d'Algérie en 1984 et 1986 avec le MC Oran
- Vainqueur du Championnat du Qatar en 1988 avec le Sadd SC
- Vainqueur de la Coupe du Qatar en 1988 avec le Sadd SC
- Vainqueur du Championnat de France de Division 2 en 1992 avec Montpellier H.

Compétitions internationales
- Vainqueur du Championnat arabe des clubs champions en 1983, 1984 et 1988 avec le MC Oran
- Troisième au Championnat arabe des clubs champions en 1985 avec le MC Oran
- Vainqueur de la Coupe d'Afrique des vainqueurs de coupes en 1987 avec le MC Oran
- Finaliste de la Coupe d'Afrique des vainqueurs de coupes en 1988 avec le MC Oran

### avec l'Équipe d'Algérie
Championnat d'Afrique des nations
- Vainqueur du Championnat d'Afrique 1981
- Vainqueur du Championnat d'Afrique 1983
- Vainqueur du Championnat d'Afrique 1985
- Vainqueur du Championnat d'Afrique 1987
- Vainqueur du Championnat d'Afrique 1989

Jeux méditerranéens
- Finaliste des Jeux méditerranéens de 1983

Jeux olympiques
- 10e place aux Jeux olympiques de 1980
- 12e place aux Jeux olympiques de 1984

Championnats du monde
- 16e place au Championnat du monde 1982
- 16e place au Championnat du monde 1986
- 16e place au Championnat du monde 1990